# 亀岡神社 (平戸市)
亀岡神社（かめおかじんじゃ）は、長崎県平戸市に鎮座する神社。平戸城本丸跡に鎮座する。旧県社。

## 祭神
源大夫判官久命（源久、松浦氏の祖）を初め、源藤次持（たもつ）命、松浦肥州定命、左衛門尉勝（すぐる）命の平戸松浦氏歴代当主の霊と、七郎氏広命、志自岐大明神（十城別（とおきわけ）命）、神島大明神（鴨一隼戸命）、天照皇大神、表筒男神、中筒男神、底筒男神、天児屋根命、和加宇加乃売（わかうかのめ）神、誉田別天皇、天御柱神国御柱（あめのみはしらくにのみはしら）神、倉稲魂命、弥都波乃売（みづはのめ）神を祀る。
源大夫判官久命以下4柱は下述する旧霊椿山（れいちんざん）神社の、七郎氏広命以下3柱は旧七郎神社の、天照皇大神以下6柱は旧乙宮（おとみや）神社の、誉田別天皇以下4柱は旧八幡神社の祭神である。

## 由緒
寛永8年（1631年）、平戸藩藩主松浦棟が祖霊4柱を平戸城内の霊椿山に祀ったのに創まり（霊椿山神社）、歴代藩主の崇敬を受け、社殿の修造等一切は藩費を以てなされる例であった。
七郎神社は社領20石を有していた。
明治になって霊椿山、七郎、乙宮、八幡の4神社を合祀する事となり、明治11年（1878年）に現社地に社殿を営み、翌々13年に各祭神を遷座、現社名に改称して県社に列し、平戸の産土神とされた。

## 祭祀
10月24日から27日の4日間行われる秋の大祭は「平戸くんち」と称され多彩な行事が行われる。

## 境内
昭和41年（1966年）、明治百年を記念して建立された中山愛子〈平戸藩主：松浦清（静山）の娘で中山忠能室、明治天皇外祖母〉の像がある。

## 文化財

### 国指定・登録
重要文化財（工芸品）
- 鐶頭大刀 無銘 拵付 1口 附：大刀図1通 - 大正5年（1916年）5月24日指定

登録有形文化財
- 本殿
- 幣殿及び登廊[1]
- 拝殿
- 神楽殿

### 長崎県指定
県指定天然記念物
- 亀岡のマキ並木 - 昭和29年12月21日